# ياب نونيز فاز
ياب نونيز فاز (بالهولندية: Jaap Nunes Vaz)‏ هو صحفي هولندي، ولد في 20 سبتمبر 1906 في أمستردام في هولندا، وتوفي في 13 مارس 1943 في معسكر الإبادة سوبيبور في بولندا.